# Китайская аннексия Тибета
Китайская аннексия Тибета (также известная как «китайское вторжение в Тибет», по мнению тибетского правительства в изгнании, или «мирное освобождение Тибета» в соответствии с терминологией, используемой правительством Китая) — процесс, в результате которого Китайская Народная Республика (КНР) получила контроль над Тибетом. Эти регионы оказались под контролем Китая после попыток правительства Тибета добиться международного признания, усилий по модернизации его вооружённых сил, переговоров между правительством Тибета и КНР, военного конфликта в районе Чамдо на западе Кхама в октябре 1950 года, и возможное принятие Соглашения из 17 пунктов правительством Тибета под давлением Китая в октябре 1951 года. Правительство Тибета и тибетская социальная структура оставались на месте в Тибетском автономном районе под властью Китая до тибетского восстания 1959 года, когда Далай-лама бежал в изгнание и после чего правительство Тибета и тибетские социальные структуры были распущены.

## Предыстория

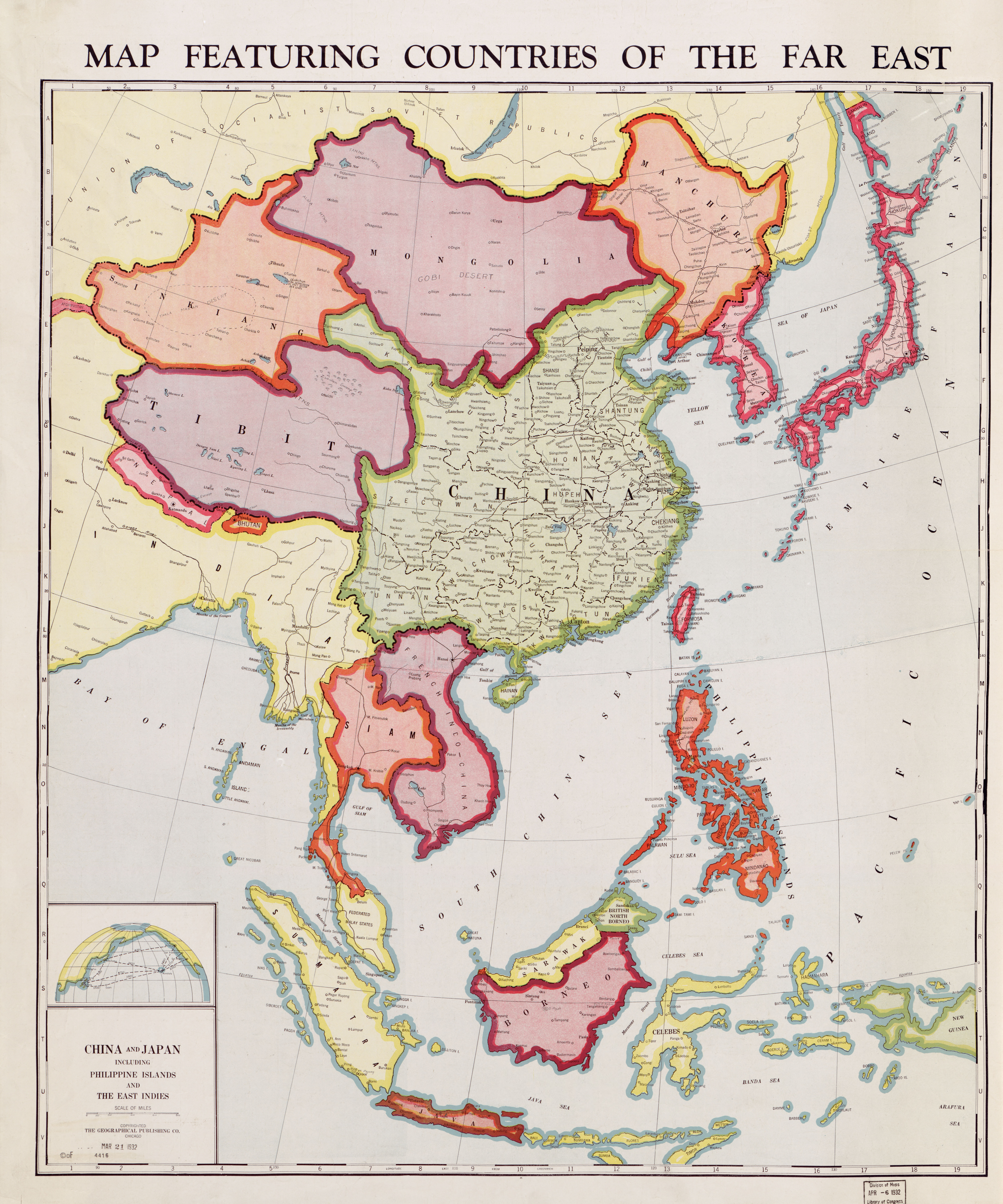
Контролируемые в 1930-е годы Тибетом и Китайской Республикой районы. На рисунке показано состояние, согласно которой западная часть района Кхам контролируется Тибетом, а восточная часть района Кхам контролировалась Китайской республикой, отделенную рекой Цзиньша. В то время провинция Цинхай контролировалась правительством Китайской Республики и местными Туси, и тибетцы были в основном культурными и религиозными. В то же время карта использует линию Макмагона в качестве границы, но в то время область к югу от линии Макмагона не стала контрольной зоной Британской Индии.

Тибет перешёл под власть китайской династии Цин в 1720 году после того, как Цин изгнал войска Джунгарского ханства. Он оставался под властью Цин до 1912 года. Последующая Китайская Республика потребовала унаследовать все территории, принадлежавшие династии Цин, включая Тибет. Это требование было предусмотрено в Императорском указе об отречении императора Цин, подписанном вдовствующей императрицей Лунъюй от имени шестилетнего императора Сюаньтун:«[...] Он по-прежнему имеет всю территорию маньчжурских, ханьских, монгольских, хуэйских и тибетских рас, что делает его большой Китайской Республикой»([...] 仍合滿、漢、蒙、回、藏五族完全領土，為一大中華民國). Временная конституция Китайской Республики, принятая в 1912 году, специально установила приграничные районы новой республики, включая Тибет, как составные части государства.

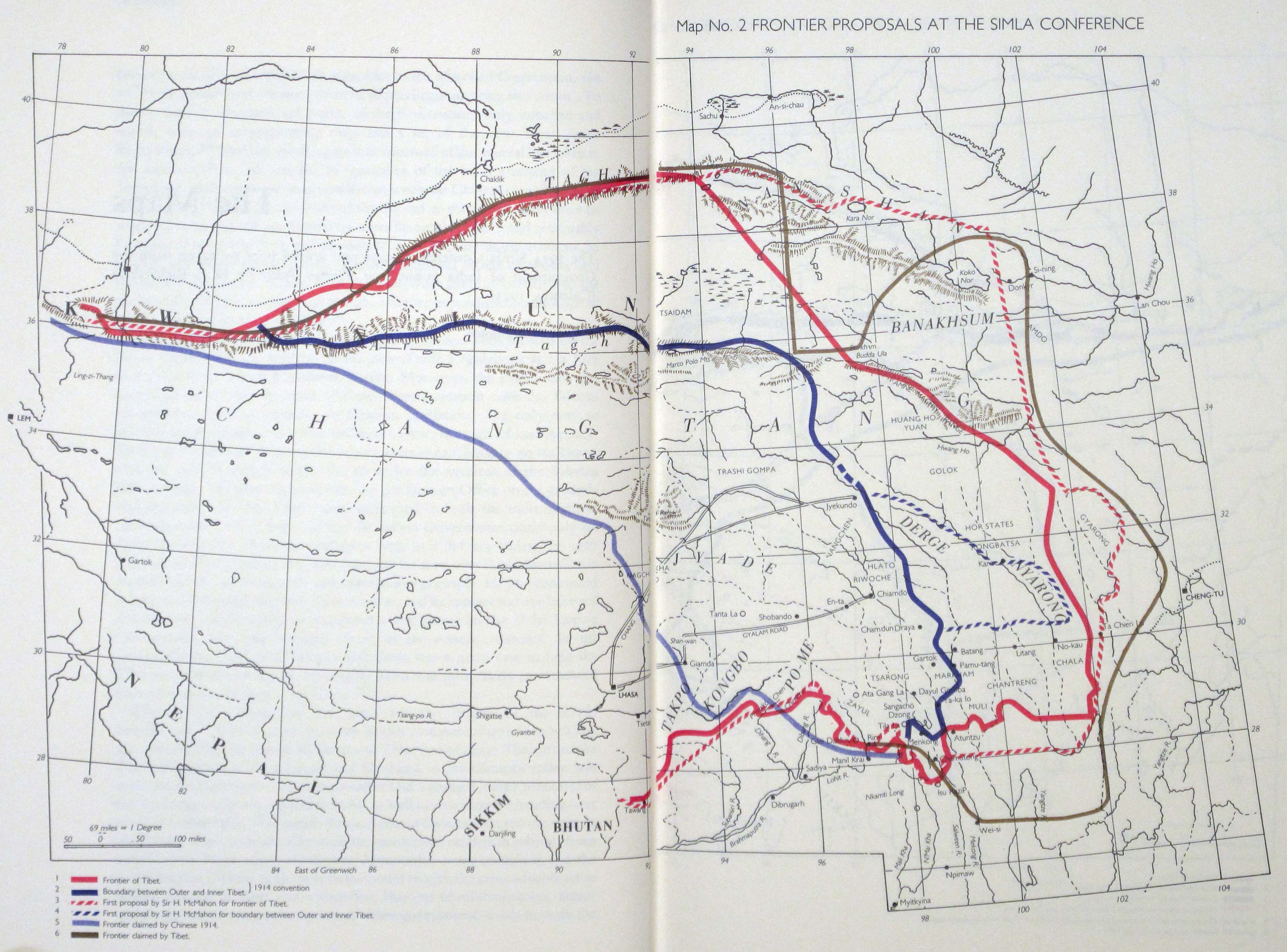
Пограничные претензии: Голубая линия на западе и темно-коричневая линия на востоке обозначали претензии Китая и Тибета соответственно. Красная линия (граница Тибета) и Синяя линия (граница Внешнего Тибета) были парафированы на конференции в Симле. Пунктирные линии — первоначальные предложения Макмагона. (Хью Ричардсон, 1945)

В 1913 году, вскоре после британского вторжения в Тибет в 1904 году, была создана должность британского торгового агента в Гьянгдзе и Синьхайской революции 1911 года, большая часть территории которой составляла современный Тибетский автономный район (ТАР) (У-Цанг) и западный Кхам) стал де-факто автономным или независимым государством, независимым от остальной части современного Китая под британским протекторатом, а остальная часть сегодняшнего дня ТАР перешла под власть тибетского правительства к 1917 году. Некоторые пограничные районы с высоким этническим тибетским населением (Амдо и Восточный Кхам) оставались под управлением Китайской националистической партии (Гоминьдан) или местного военачальника.
Регион ТАР также известен как «Политический Тибет», в то время как все районы с высоким этническим тибетским населением все вместе известны как «Этнический Тибет». Политический Тибет относится к государству, которым постоянно управляют тибетские правительства с самых ранних времён до 1951 года, в то время как этнический Тибет относится к регионам на севере и востоке, где исторически преобладали тибетцы, но где, вплоть до современных времён, юрисдикция тибетцев была нерегулярной и ограничивалась только определёнными районами.
В то время, когда Политический Тибет получил де-факто независимость, его социально-экономические и политические системы напоминали Средневековую Европу. Попытки 13-го Далай-ламы между 1913 и 1933 годами увеличить и модернизировать тибетские вооружённые силы в конечном итоге потерпели неудачу, в основном из-за противодействия со стороны могущественных аристократов и монахов. В период де-факто независимости тибетское правительство почти не контактировало с другими правительствами мира, за некоторыми исключениями; особенно Индия, Соединённое Королевство и Соединённые Штаты. Это сделало Тибет дипломатически изолированным и отрезанным до такой степени, что он не мог сделать свои позиции по вопросам, хорошо известным международному сообществу, и было ограничено договорами, которые наделяли Британскую империю полномочиями в отношении налогов, внешних отношений и укреплений.

## Попытки правительства Тибета сохранить независимость

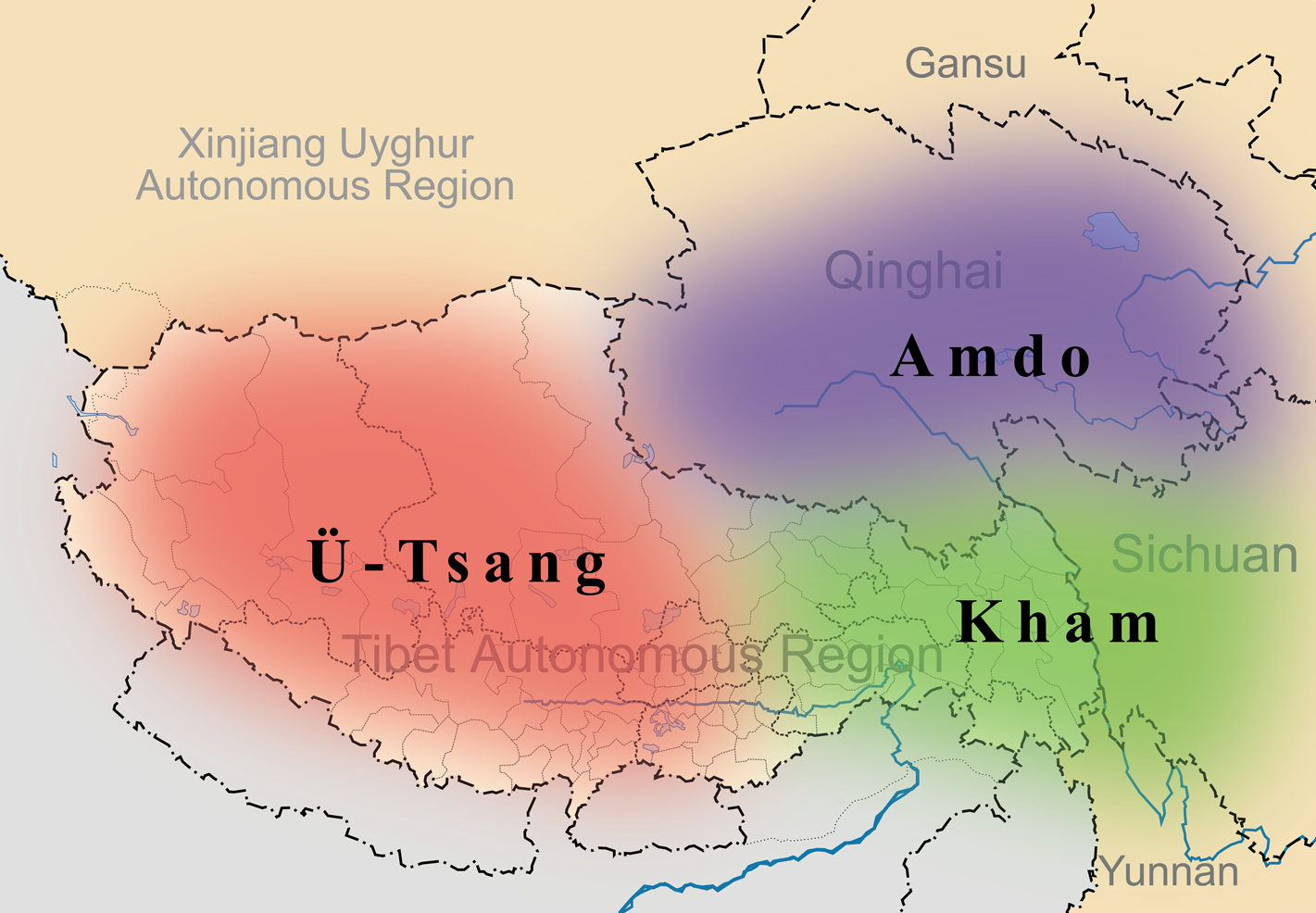
Традиционная территория Тибета: красное — У-Цанг, ранее контролируемый тибетским Кашагом, зелёное — Кам, сейчас преимущественно в составе провинции Сикана, синее — Амдо, сейчас преимущественно в составе провинции Цинхай.

В июле 1949 года, чтобы предотвратить спонсируемую коммунистической партией Китая агитацию в политическом Тибете, тибетское правительство изгнало (националистическую) китайскую делегацию в Лхасе. В ноябре 1949 года он направил письмо в Госдепартамент США и копию Мао Цзэдуну, а также отдельное письмо в Великобританию, в котором объявил о своем намерении защитить себя «всеми возможными способами» от вторжения войск КНР в Тибет.
В предшествующие три десятилетия консервативное тибетское правительство сознательно преуменьшало значение своих военных и воздерживалось от модернизации. Поспешные попытки модернизации и расширения вооруженных сил начались в 1949 году, но в большинстве случаев оказались неудачными. Было слишком поздно собирать и обучать эффективную армию. Индия предоставила некоторую помощь в виде стрелкового оружия и военную подготовку, однако Народно-освободительная армия была намного больше, лучше обучена, лучше руководима, лучше оснащена, и более опытна, чем Тибетская армия.
В 1950 году 14-му Далай-ламе было 15 лет, и он не достиг своего совершеннолетия, поэтому регент Тактра был исполняющим обязанности главы тибетского правительства. Период несовершеннолетия Далай-ламы традиционно является периодом нестабильности и раскола, а раскол и нестабильность усилились в результате недавнего заговора Ретинга и спора о регентстве в 1947 году.

## Подготовка Китайской Народной Республики

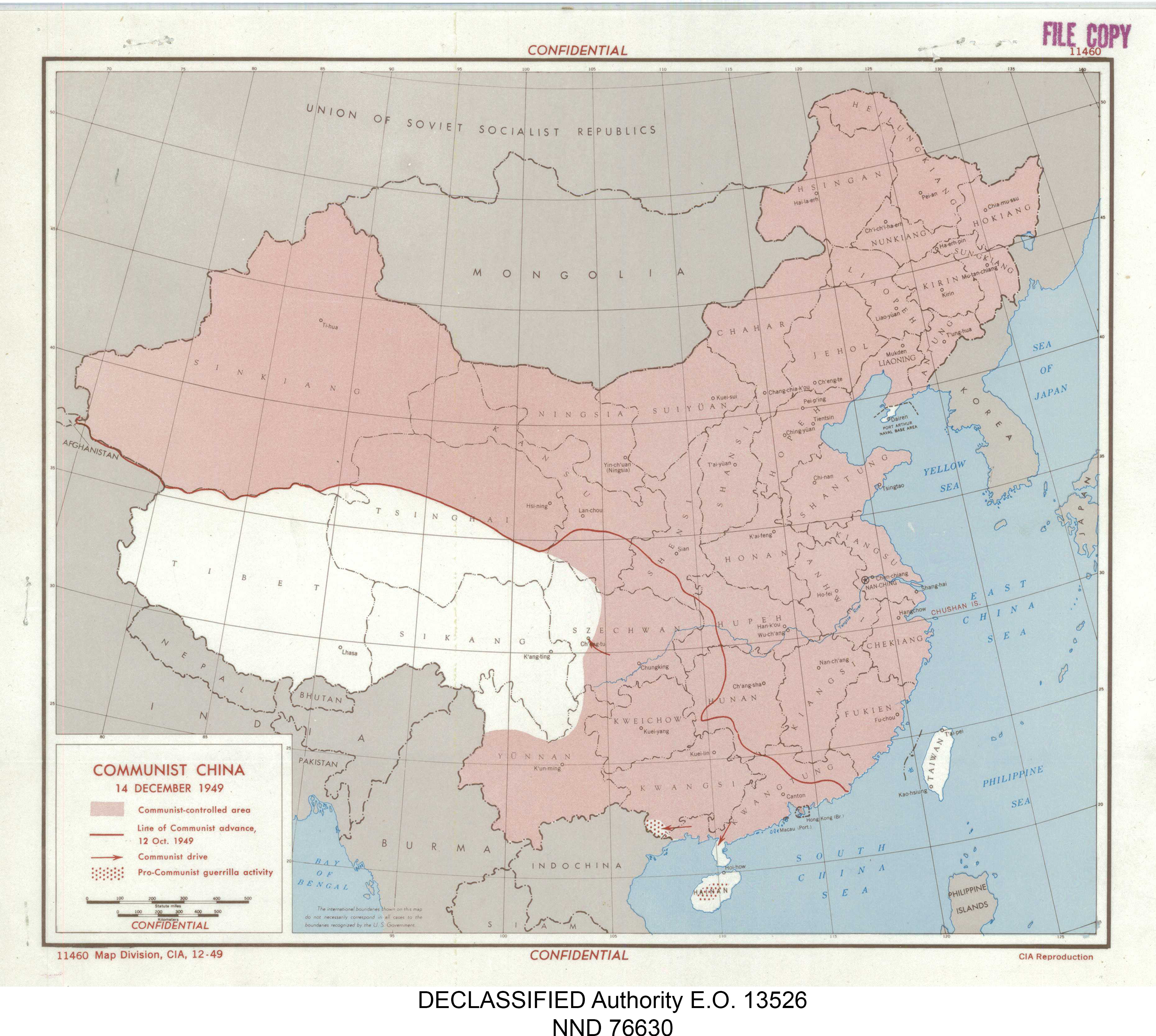
По состоянию на декабрь 1949 года китайские коммунисты контролировали весь материковый Китай, за исключением Хайнаня и де-факто независимой страны - Тибет. (по данным ЦРУ)

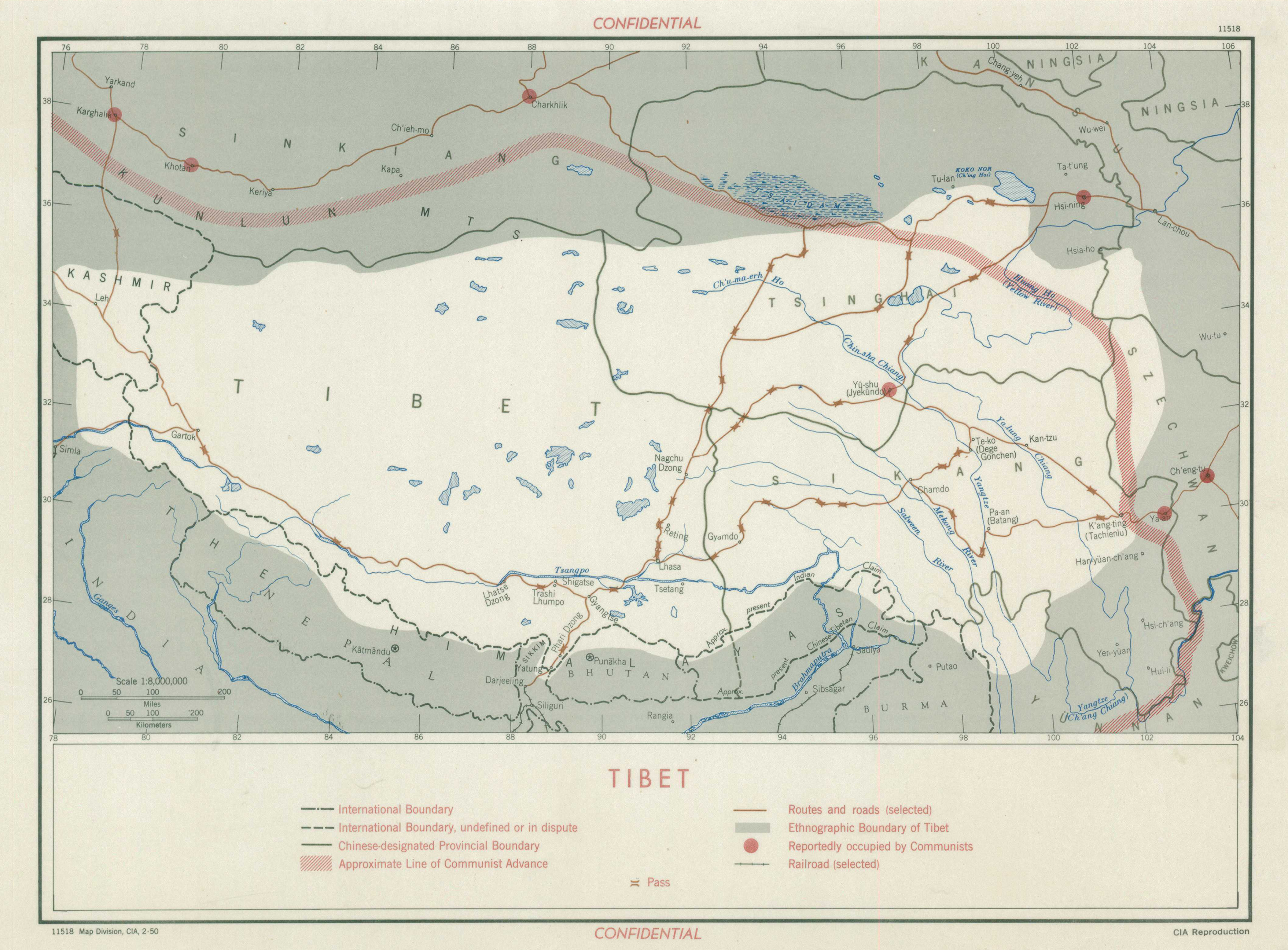
Примерная линия продвижения коммунистов (по данным ЦРУ, февраль 1950 г.)

И КНР, и их предшественники, Гоминьдан (КР) всегда утверждали, что Тибет является частью Китая. КНР также провозгласила идеологическую мотивацию для освобождения тибетцев от теократической феодальной системы. В сентябре 1949 года, незадолго до провозглашения Китайской Народной Республики, Коммунистическая партия Китая (КПК) сделала своим главным приоритетом включение Тибета, Тайваня, острова Хайнань и Пескадорских островов в КНР, мирно или насильственно. Поскольку Тибет вряд ли добровольно отказался от своей фактической независимости, Мао в декабре 1949 года приказал подготовиться к походу в Тибет в Чамдо, чтобы побудить тибетское правительство к переговорам. В КНР было более миллиона человек под оружием, и у них был обширный боевой опыт после недавно завершившейся гражданской войны в Китае.

## Переговоры между правительством Тибета и КНР до военных действий
Переговоры между Тибетом и Китаем проходили при посредничестве правительств Великобритании и Индии.
7 марта в Калимпонге, Индия, прибыла тибетская делегация, чтобы начать диалог с недавно объявленной КНР и заверить в том, что КНР будет уважать тибетскую «территориальную целостность», среди прочего. Начало переговоров было отложено из-за дебатов между тибетской делегацией, Индией, Великобританией и КНР о месте проведения переговоров. Тибет отдавал предпочтение Сингапуру или Гонконгу (а не Пекину); Британия предпочитала Индию (а не Гонконг или Сингапур); а Индия и КНР отдавали предпочтение Пекину; но Индия и Великобритания вообще не предпочитали никаких переговоров. Тибетская делегация в конце концов встретилась с послом КНР генералом Юанем Чжунсянем в Дели 16 сентября 1950 года. Юань сообщил о предложении из трёх пунктов, что Тибет следует рассматривать как часть Китая, чтобы Китай отвечал за оборону Тибета, и чтобы Китай отвечал за торговлю и международные отношения Тибета. Принятие приведёт к мирному суверенитету Китая или войне. Тибетцы взяли на себя обязательство поддерживать отношения между Китаем и Тибетом как одного из священников-покровителей:
«Тибет останется независимым, каким он является в настоящее время, и мы будем продолжать поддерживать очень тесные отношения „священник-покровитель“ с Китаем. Кроме того, нет необходимости освобождать Тибет от империализма, поскольку в стране нет британских, американских или гоминдановских империалистов в Тибете, и Тибет управляется и защищается Далай-ламой (не какой-либо иностранной державой)» — Цепон В.Д. Шакабпа:46
Они и их главный делегат Цепон В. Д. Шакабпа 19 сентября рекомендовали сотрудничество с некоторыми оговорками в отношении осуществления. Утверждалось, что китайские войска не должны быть размещены в Тибете, поскольку они не находятся под угрозой, и в случае нападения со стороны Индии или Непала могут обратиться к Китаю за военной помощью. Во время обсуждения в Лхасе 7 октября китайские войска продвинулись в восточный Тибет, пересёк границу в 5 местах. Цель состояла не в том, чтобы вторгнуться в Тибет как таковой, а в том, чтобы захватить тибетскую армию в Чамдо, деморализовать правительство Лхасы и, таким образом, оказать сильное давление, чтобы послать участников переговоров в Пекин, чтобы подписать условия для передачи Тибета. 21 октября Лхаса проинструктировала свою делегацию немедленно отправиться в Пекин для консультаций с коммунистическим правительством и принять первое положение, если статус Далай-ламы может быть гарантирован, отклонив при этом два других условия. Позже он отменил даже принятие первого требования, после того как гадания перед Божественными Махакалами показали, что эти три пункта не могут быть приняты, поскольку Тибет попадёт под иностранное господство.

## Вторжение в Чамдо
После нескольких месяцев неудачных переговоров, попыток Тибета заручиться иностранной поддержкой и помощью, КНР и наращивание тибетских войск Народно-освободительная армия (НОАК) пересекла реку Цзиньша 6 или 7 октября 1950 года. Два подразделения НОАК быстро окружили превосходящие их по численности тибетские силы и к 19 октября захватили пограничный город Чамдо, к этому времени 114 солдат НОАК и 180 тибетских солдат были убиты или ранены. В 1962 году Чжан Гохуа заявил, что «более 5700 вражеских людей было уничтожено» и «более 3000» мирно сдалось. Активные боевые действия были ограничены пограничным районом к северо-востоку от реки Гьямо Нгул Чу и восточнее 96-го меридиана. После захвата Чамдо, НОАК прекратила военные действия, послала захваченного командира Нгапо в Лхасу, чтобы подтвердить условия переговоров, и ждала, пока представители Тибета ответят через делегатов в Пекин.

## Дальнейшие переговоры и аннексия

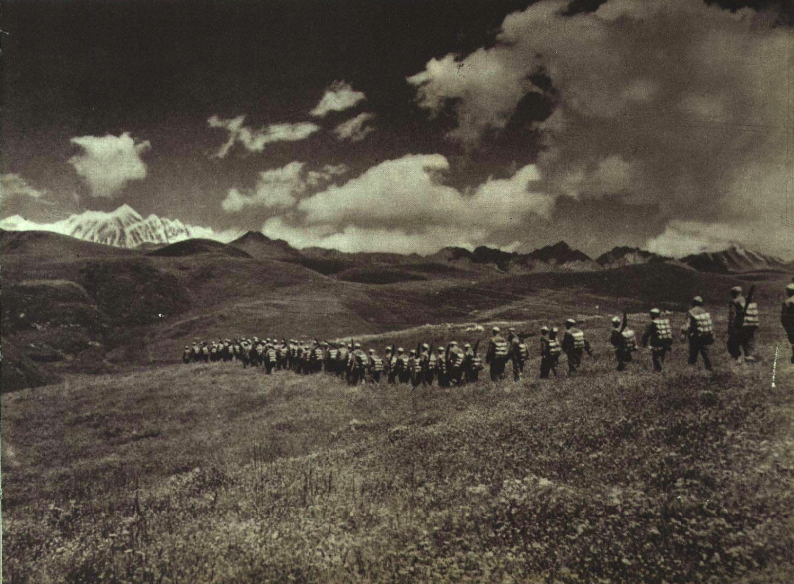
Солдаты НОАК идут в сторону Тибета в 1950 году

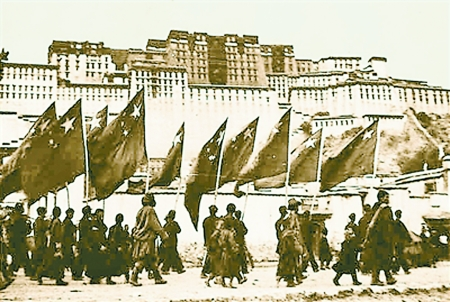
НОАК выходит в Лхасу в октябре 1951 года

НОА отправила освобождённых заключенных (среди них Нгапо Нгаванг Джигме, захваченный губернатор) в Лхасу, чтобы провести переговоры с Далай-ламой от имени НОАК. Китайские радиопередачи обещали, что, если Тибет будет «мирно освобождён», тибетские элиты смогут сохранить свои позиции и власть.
Сальвадор выступил спонсором жалобы тибетского правительства в ООН, но Индия и Соединённое Королевство предотвратили его обсуждение.
Тибетские переговорщики были отправлены в Пекин и им был представлен готовый документ, который обычно называют соглашением из 17 пунктов. Не было никаких переговоров, предложенных китайской делегацией; хотя КНР заявила, что позволит Тибету реформироваться в своём собственном темпе и по-своему, сохранять внутреннюю власть самоуправляемой и позволять свободу вероисповедания; это также должно было бы согласиться быть частью Китая. Тибетским переговорщикам не разрешили общаться с их правительством по этому ключевому вопросу, и они оказали давление на подписание соглашения 23 мая 1951 года, несмотря на то, что никогда не давали разрешения подписывать что-либо от имени правительства. Впервые в истории Тибета его правительство приняло — хотя и неохотно — позицию Китая в отношении общей истории двух стран. 23 мая 1951 года тибетские представители в Пекине и правительство КНР подписали Соглашение из 17 пунктов, разрешающее присутствие НОАК и правления Центрального народного правительства в Политическом Тибете. Условия соглашения не были согласованы с тибетским правительством до его подписания, и тибетское правительство разошлось во мнениях относительно того, лучше ли принять документ в письменном виде или бежать в изгнание. Далай-лама, который к тому времени вступил на престол, решил не бежать в изгнание и официально принял Соглашение из 17 пунктов в октябре 1951 года. Согласно тибетским источникам, 24 октября от имени Далай-ламы генерал Чжан Цзинву направил Мао Цзэдуну телеграмму с подтверждением поддержки Соглашения, и есть свидетельства того, что Нгапой Нгаванг Джигме просто пришёл в Чжан и сказал, что Тибетское правительство согласилось направить телеграмму 24 октября вместо официального одобрения Далай-ламы. Вскоре после этого НОАК вошла в Лхасу. Последующая аннексия Тибета официально известно в Китайской Народной Республике как «Мирное освобождение Тибета» (кит. 和平 解放 西藏地方 Hépíng jiěfàng xīzàng dìfāng), продвигаемое государственными СМИ.

## Последствия

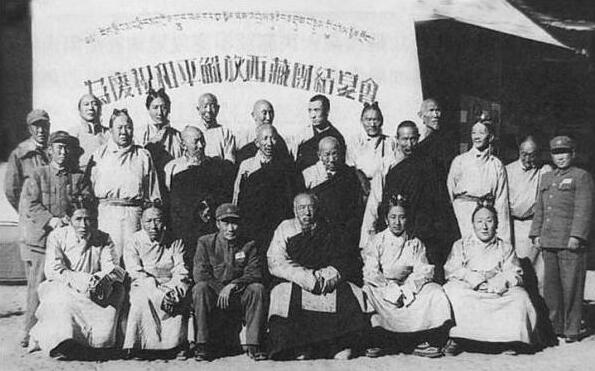
Чиновники тибетского правительства и лидеры НОАК на банкете, посвящённом «мирному освобождению» Тибета

В течение нескольких лет после аннексии тибетское правительство оставалось на месте в тех районах Тибета, где оно управляло до начала военных действий, за исключением района, окружающего Чамдо, который был оккупирован НОАК в 1950 году и который находился под властью Комитета освобождения Чамдо и вне контроля тибетского правительства. В течение этого времени районы, находящиеся под управлением тибетского правительства, сохраняли большую степень автономии от центрального правительства, и, как правило, им разрешалось сохранять свою традиционную социальную структуру.
В 1956 году тибетские ополченцы в этнически тибетском регионе восточной части Кхама, недалеко от Тибетского автономного района, под влиянием правительственных экспериментов КНР по земельной реформе, начали борьбу против правительства. Ополченцы объединились, чтобы сформировать волонтёрские силы Чхужи Гангдруг. Когда в 1959 году боевые действия распространились на Лхасу, Далай-лама бежал из Тибета. И он, и правительство КНР в Тибете впоследствии отказались от соглашения из 17 пунктов, а правительство КНР в Тибете распустило местное правительство Тибета.